# Salticus notatus
Salticus notatus är en spindelart som beskrevs av John Blackwall 1852. Salticus notatus ingår i släktet Salticus och familjen hoppspindlar. Inga underarter finns listade i Catalogue of Life.